# Giorno dell'Indipendenza (Stati Uniti d'America)
Il giorno dell'Indipendenza degli Stati Uniti (in inglese Independence Day), noto anche come 4 luglio, è la festa nazionale degli Stati Uniti che commemora l'adozione della Dichiarazione d'indipendenza degli Stati Uniti d'America il 4 luglio 1776, con la quale le Tredici colonie si distaccarono dal Regno di Gran Bretagna, governato all'epoca da Giorgio III. I festeggiamenti si svolgono solitamente con fuochi d'artificio, parate, barbecue, picnic, concerti, partite di baseball e di basket, cerimonie e altri eventi pubblici/privati che celebrano la storia, il governo e le tradizioni degli Stati Uniti d'America.

## Storia
Durante la rivoluzione americana, la separazione legale delle colonie americane dalla Gran Bretagna avvenne il 2 luglio 1776, quando il secondo congresso continentale votò per approvare una risoluzione d'indipendenza proposta da Richard Henry Lee. Dopo l'approvazione, il Congresso rivolse la sua attenzione verso la Dichiarazione di indipendenza, un documento che spiegasse questa decisione, che fu redatta dalla Commissione dei Cinque, ma il cui autore principale fu Thomas Jefferson. Il Congresso discusse e revisionò la Dichiarazione, approvandola infine il 4 luglio. Il giorno prima, John Adams scrisse alla moglie Abigail questa lettera:
(Letter from John Adams to Abigail Adams, July 3, 1776, "Had a Declaration..." [electronic edition]. Adams Family Papers: An Electronic Archive. Massachusetts Historical Society.)
La previsione di Adams si rivelò errata di due giorni: in seguito si scelse di festeggiare l'indipendenza il 4 luglio, cioè il giorno in cui fu mostrata pubblicamente la Dichiarazione d'indipendenza, invece del 2 luglio cioè quando fu approvata la risoluzione Lee in una sessione chiusa del Congresso.
Uno dei falsi miti sull'Independence Day è quello secondo il quale il Congresso firmò la Dichiarazione d'Indipendenza il 4 luglio 1776; in realtà, la maggior parte dei delegati firmò il documento il 2 luglio, e non il 4 luglio come si crede comunemente.
Una coincidenza curiosa sta nel fatto che Thomas Jefferson e John Adams, entrambi firmatari della Dichiarazione d'indipendenza degli Stati Uniti d'America, successivamente assunsero l'incarico di Presidente degli Stati Uniti d'America e morirono lo stesso giorno del 50º anniversario dalla dichiarazione, il 4 luglio 1826. L'ultimo firmatario superstite della dichiarazione d'indipendenza fu Charles Carroll che morì nel 1832. Nonostante non fosse un firmatario della Dichiarazione di indipendenza, James Monroe, uno dei padri fondatori degli Stati Uniti d'America, che divenne anche presidente morì il 4 luglio 1831, divenendo il terzo presidente deceduto durante l'anniversario dalla dichiarazione. Calvin Coolidge, 30º presidente degli Stati Uniti d'America, fu l'unico della presidenza a nascere nel giorno dell'Indipendenza, il 4 luglio 1872. Infine, anche uno dei presidenti della Corte Suprema degli Stati Uniti, Melville Weston Fuller, in carica dal 1888, morì nel 1910 il 4 di luglio.

## Descrizione

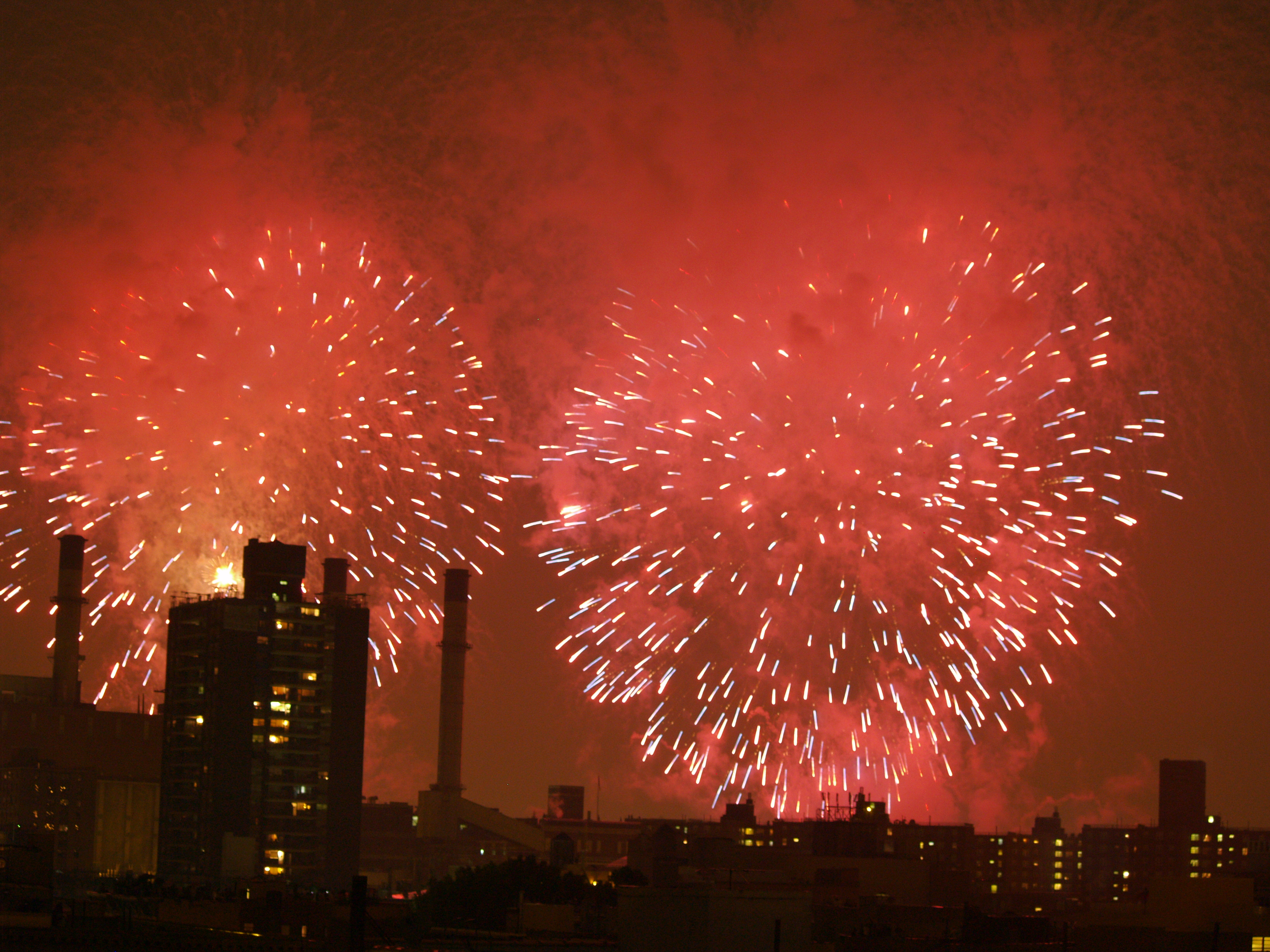
Fuochi d'artificio a New York il 4 luglio 2008

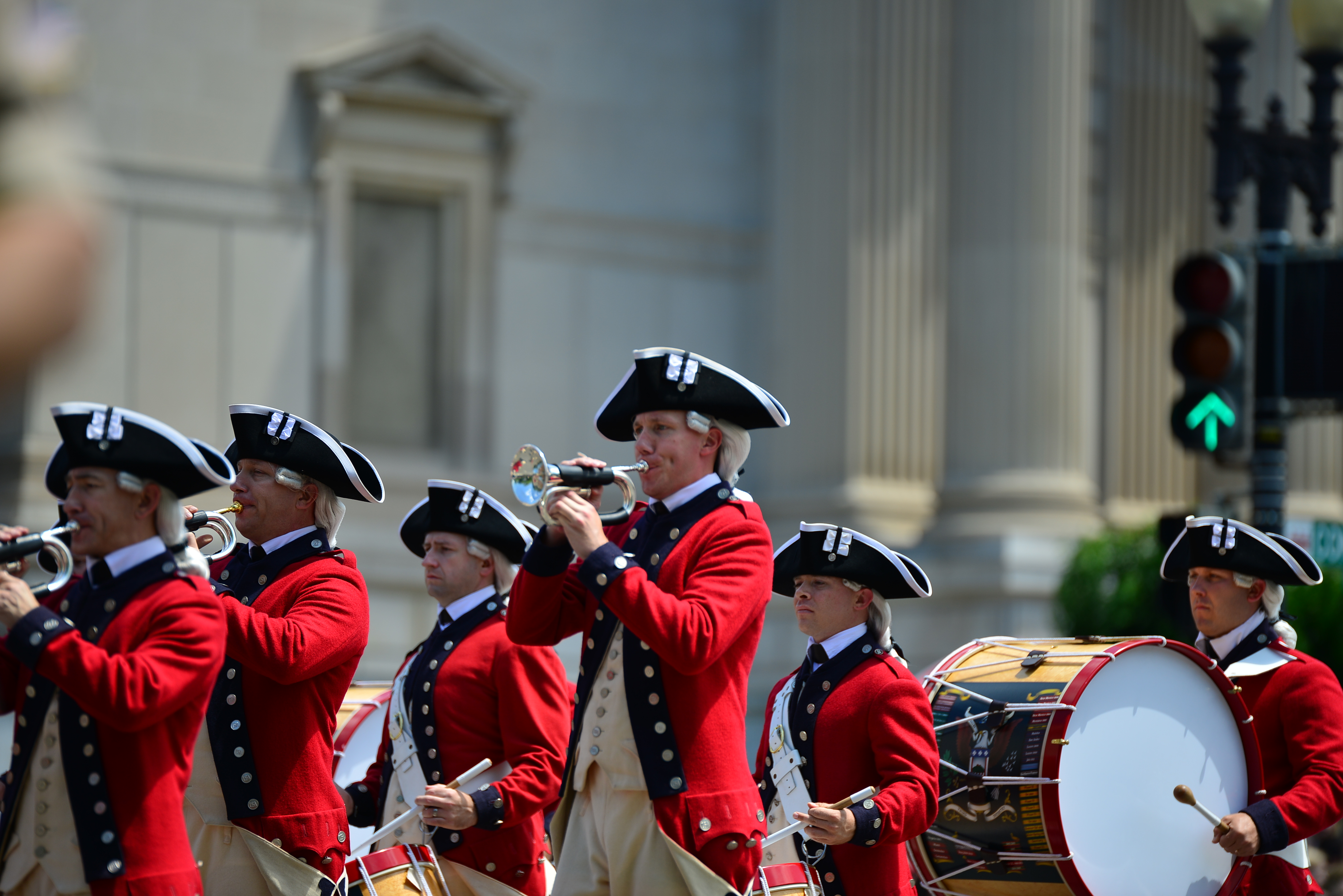
Parata del Giorno dell'Indipendenza a Washington D.C il 4 luglio 2014

L'Independence Day è una festa nazionale caratterizzata dal patriottismo. Similmente ad altre festività estive, spesso le celebrazioni avvengono all'aperto. Essendo una festività federale, tutte le istituzioni non essenziali (come il servizio postale e le corti federali) vengono chiuse. Molti politici statunitensi trascorrono il 4 luglio presenziando a un evento pubblico e lodando la nazione in tutti i suoi aspetti (la storia, il popolo, ecc.).
Le famiglie celebrano l'Independence Day organizzando un picnic o una grigliata con il barbecue e colgono l'occasione per riunire i parenti. Le decorazioni sono generalmente colorate di rosso, bianco e blu, come la bandiera degli Stati Uniti. Le parate avvengono in mattinata, mentre i fuochi d'artificio vengono sparati di sera nei parchi e nelle piazze; in alcuni casi i fuochi vengono accompagnati da canti patriottici come, ad esempio, l'inno nazionale The Star-Spangled Banner.
Inoltre, a mezzogiorno in punto, nelle basi militari si svolge un saluto militare, chiamato Salute to the Union ("il saluto all'Unione"), in cui vengono sparati tanti colpi di cannone quanti sono gli stati che compongono gli Stati Uniti.

### Osservanza
- Nel 1777 furono sparati tredici colpi di pistola, una volta al mattino e un'altra al calar della sera, il 4 luglio a Bristol, Rhode Island. Filadelfia, Pennsylvania celebrò il primo anniversario in una maniera che gli statunitensi moderni troverebbero abbastanza familiare: una cena ufficiale per il Congresso Continentale, brindisi, 13 colpi di fucile, discorsi, preghiere, musica, parate, incontri di truppe e fuochi d'artificio. Le navi furono addobbate con decorazioni rosse, bianche e blu.
- Nel 1778 George Washington celebrò il 4 luglio con una doppia razione di rum per i suoi soldati e un colpo d'artiglieria. Al di là dell'oceano Atlantico, gli ambasciatori John Adams e Benjamin Franklin organizzarono una cena con i loro compagni statunitensi a Parigi.
- Nel 1779 il 4 luglio cadde di domenica; pertanto, la festività fu celebrata il giorno successivo, lunedì 5 luglio.
- Nel 1781 il Massachusetts fu il primo stato a riconoscere il 4 luglio come festa nazionale.
- Nel 1791 viene usato per la prima volta il termine "Independence Day".
- Nel 1870 il Congresso degli Stati Uniti d'America stabilì che l'Independence Day fosse una festività non retribuita per gli impiegati federali.
- Nel 1938 il Congresso cambiò la decisione precedente, convertendo l'Independence Day in una festività federale pagata.[19][20]

### Nei media
- Nato il quattro luglio – film
- Independence Day – film
- Stranger Things – serie TV, episodi 3x06-3x07
- L'estate nei tuoi occhi – serie TV, episodio 1x04

### Nella musica
- Independence Day - brano presente nell'album The River pubblicato nel 1980 del cantautore statunitense Bruce Springsteen